# Rivellia submetallica
Rivellia submetallica är en tvåvingeart som beskrevs av Wulp 1898. Rivellia submetallica ingår i släktet Rivellia och familjen bredmunsflugor. Inga underarter finns listade i Catalogue of Life.